# 傑克森·羅伯·史考特
傑克森·羅伯·史考特（英語：Jackson Robert Scott，2008年9月18日—）是一名美國兒童演員。 知名於2017年美國超自然恐怖電影《它：第一章》和2019年的續集《它：第二章》中飾演喬治·“小喬”·丹柏與在網飛2020-的電視劇《致命鑰匙》中飾演“Bode Locke”。

## 影視作品

### 電影
| 年份 | 標題              | 角色          | 備註                 |
| ---- | ----------------- | ------------- | -------------------- |
| 2017 | 它：第一章        | 喬治·丹柏     |                      |
| 2018 | Skin (2018年短片) | 特洛伊        | 奥斯卡最佳实景短片獎 |
| 2019 | 鬼裔              | 邁爾斯·布盧姆 |                      |
| 2019 | 它：第二章        | 喬治·丹柏     |                      |
| 2020 | Gossamer Folds    | Tate Millikin |                      |
| 2020 | Rising            | 盧克          | 後期製作, 短片       |

|
|-
|2020
|Locke & Key

## 外部鏈接
- 傑克森·羅伯·史考特的IMDb資料
- 傑克森·羅伯·史考特 （页面存档备份，存于）的Instagram帳號
- 傑克森·羅伯·史考特 （页面存档备份，存于）的Twitter帳號
- 傑克森·羅伯·史考特 （页面存档备份，存于）的Facebook帳號